# (894) Erda
(894) Erda ist ein Asteroid des Hauptgürtels, der am 4. Juni 1918 vom deutschen Astronomen Max Wolf in Heidelberg entdeckt wurde.
Der Asteroid wurde nach der nordischen Erdgöttin Erda benannt.